# Guntur (Setia Budi)
Guntur is een plaats (wijk) - (kelurahan) in het bestuurlijke gebied Setiabudi (Setia Budi), Jakarta Selatan (Zuid-Jakarta) in de provincie Jakarta, Indonesië. De plaats telt 4864 inwoners (volkstelling 2010).